# Patinage de vitesse sur piste courte aux Jeux olympiques de 2014 - Relais 5 000 mètres hommes
Navigation
Vancouver 2010 Pyeongchang 2018
Le relais masculin de patinage de vitesse sur piste courte (ou Short Track) aux Jeux olympiques de 2014 a lieu les 13 février 2014 et 21 février 2014 au Centre de patinage artistique Iceberg à Sotchi (Russie). Les Russes remportent l'épreuve, d'une longueur de 5 000 mètres, devant les Américains et les Chinois.

## Médaillés
| Or                              | Argent                           | Bronze                  |
| Russie (RUS) - Rouslan Zakharov | États-Unis (USA) - Jordan Malone | Chine (CHN) - Wu Dajing |

## Résultats

### Demi-finales
QA — qualifié pour la finale A
QB — qualifié pour la finale D
ADV — repêché
| Rang | Demi-finale | Pays         | Athlètes                                                              | Temps          | Notes |
| ---- | ----------- | ------------ | --------------------------------------------------------------------- | -------------- | ----- |
| 1    | 1           | Pays-Bas     | Daan Breeuwsma Niels Kerstholt Sjinkie Knegt Freek van der Wart       | 6 min 45 s 385 | QA    |
| 2    | 1           | Kazakhstan   | Abzal Azhgaliyev Aydar Bekzhanov Denis Nikisha Nurbergen Zhumagaziyev | 6 min 47 s 152 | QA    |
| 3    | 1           | Corée du Sud | Lee Han-Bin Lee Ho-Suk Park Se-Yeong Sin Da-Woon                      | 6 min 48 s 206 | QB    |
| 4    | 1           | États-Unis   | Eddy Alvarez J. R. Celski Christopher Creveling Jordan Malone         | 6 min 50 s 292 | ADV   |
| 1    | 2           | Russie       | Viktor Ahn Semen Elistratov Vladimir Grigorev Rouslan Zakharov        | 6 min 44 s 331 | QA    |
| 2    | 2           | Chine        | Chen Dequan Han Tianyu Shi Jingnan Wu Dajing                          | 6 min 44 s 521 | QA    |
| 3    | 2           | Italie       | Yuri Confortola Tommaso Dotti Anthony Lobello Nicola Rodigari         | 6 min 45 s 253 | QB    |
| 4    | 2           | Canada       | Michael Gilday Charles Hamelin François Hamelin Olivier Jean          | 6 min 48 s 186 | QB    |

### Finales

#### Finale A
La finale A attribue les places 1 à 5.
| Rang                                | Nationalité | Athlètes                                                              | Temps          | Notes |
| ----------------------------------- | ----------- | --------------------------------------------------------------------- | -------------- | ----- |
| Médaille d'or, Jeux olympiques      | Russie      | Viktor Ahn Semen Elistratov Vladimir Grigorev Rouslan Zakharov        | 6 min 42 s 100 | OR    |
| Médaille d'argent, Jeux olympiques  | États-Unis  | Eddy Alvarez J. R. Celski Christopher Creveling Jordan Malone         | 6 min 42 s 371 |       |
| Médaille de bronze, Jeux olympiques | Chine       | Chen Dequan Han Tianyu Shi Jingnan Wu Dajing                          | 6 min 48 s 341 |       |
| 4                                   | Pays-Bas    | Daan Breeuwsma Niels Kerstholt Sjinkie Knegt Freek van der Wart       | 6 min 49 s 149 |       |
| 5                                   | Kazakhstan  | Abzal Azhgaliyev Aidar Bekzhanov Denis Nikisha Nurbergen Zhumagaziyev | 6 min 54 s 630 |       |

#### Finale B
La finale B attribue les places 6 à 8.
| Rank | Country      | Athletes                                                      | Time           |
| ---- | ------------ | ------------------------------------------------------------- | -------------- |
| 6    | Canada       | Michael Gilday Charles Hamelin Charle Cournoyer Olivier Jean  | 6 min 43 s 747 |
| 7    | Corée du Sud | Kim Yun-Jae Lee Ho-Suk Park Se-Yeong Sin Da-Woon              | 6 min 43 s 921 |
| 8    | Italie       | Yuri Confortola Tommaso Dotti Anthony Lobello Davide Viscardi | 6 min 44 s 904 |